# Restauranger i Sverige med stjärnor i Michelinguiden

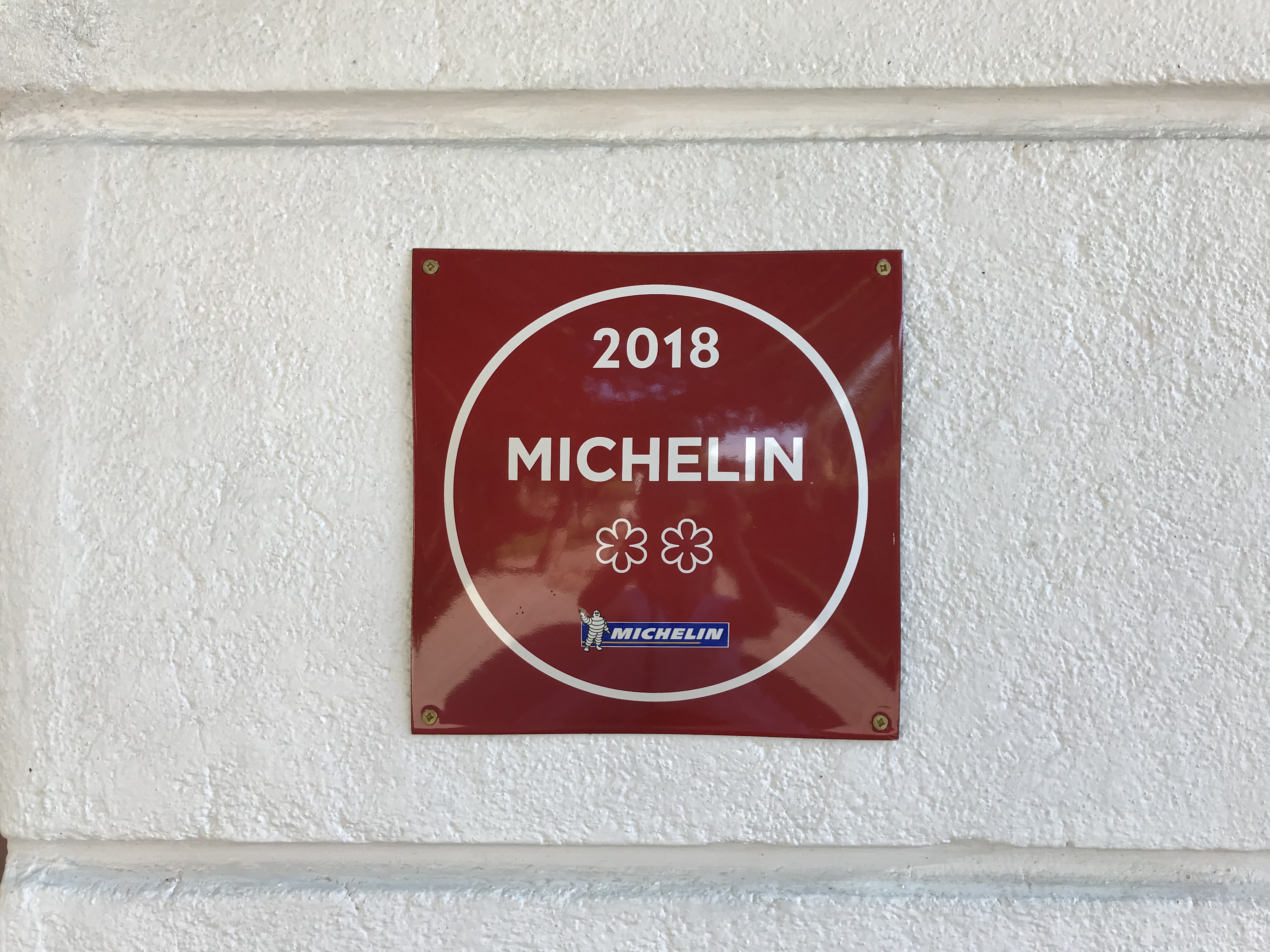
Skylt intill entrén till Daniel Berlin krog i Skåne-Tranås, 2018.

Restauranger i Sverige med stjärnor i Michelinguiden avser de restauranger i Sverige som har, eller har haft, stjärnor i Michelinguiden. Den upplaga av Michelinguiden som innehåller bedömningar av restauranger i Sverige är från februari 2017 Guide Michelin Nordic Cities.
Michelinguidens bedömningar uppdateras en gång per år.

## Historik
De första Michelinstjärnorna i Sverige tillkom 1984 då fyra restauranger i Stockholm tilldelades den statusfyllda bedömningen. Den första restaurangen med en stjärna i Göteborg tillkom 1989. I februari 2015 tillkom de första restaurangerna i Malmö med stjärnor, då tre stycken, i och med att Guide Michelin Nordic Cities släpptes för första gången.
Fram till 2014 ingick bedömningarna Sverige i den bredare Michelin Hotels and Restaurants – Main Cities of Europe, som första gången gavs ut 1982, och som vanligen ges ut i mars månad.
Från och med 2016 bedöms även restauranger utanför Stockholm, Göteborg och Malmö. Sverige fick sin första trestjärniga restaurang 2018 när Frantzén uppgraderades från två stjärnor.
Sedan år 2020 delas Michelin Grön Stjärna ut till restauranger som är förebilder genom att anamma hållbarhet i sin dagliga verksamhet genom att bland minska matsvinnet, öka återvinningen och främja försörjningen av lokala ingredienser. Utmärkelsen är fristående och kan delas ut tillsammans med Bib Gourmand och Michelin-stjärna.

## Nuvarande restauranger med stjärnor
För närvarande, enligt bedömningen som publicerades i juni 2025, har följande 24 restauranger i Sverige en, två eller tre stjärnor.
| Restaurang         | Ort             | Nuvarande bedömning      | Sedan | Tidigare bedömningar | Krögare                                            | Anmärkning |
| ------------------ | --------------- | ------------------------ | ----- | -------------------- | -------------------------------------------------- | --- |
| Frantzén           | Stockholm       | 1 star · 1 star · 1 star | 2018  | 2009 2010–2016       | Björn Frantzén                                     | Tidigare Frantzén/Lindeberg, namnbyte 2013 när Daniel Lindeberg lämnade verksamheten.                                                   |
| Vollmers           | Malmö           | 1 star · 1 star          | 2017  | 2015–2016            | Ebbe Vollmer och Mats Vollmer                      | En av de tre första restaurangerna i Malmö med stjärna.                                                                                 |
| Signum             | Mölnlycke       | 2 star                   | 2025  | 2023                 | Thomas Sjögren                                     | Fick även en grön stjärna 2025. |
| Vyn                | Simrishamn      | 2 star                   | 2024  |                      | Daniel Berlin                                      | Fick sina första två stjärnor år 2024.                                                                                                  |
| Aira               | Stockholm       | 2 star                   | 2023  | 2021                 | Tommy Myllymäki                                    | Fick sin första stjärna år 2021. Tilldelades en andra stjärna år 2023.                                                                  |
| Aloë               | Älvsjö          | 2 star                   | 2020  | 2018                 | Daniel Höglander och Niclas Jönsson                | Fick sin första stjärna år 2018. Tilldelades en andra stjärna år 2020.                                                                  |
| Restaurang 28+     | Göteborg        | 1 star                   | 1991  |                      | Ulf Johansson                                      | Andra restaurangen i Göteborg med stjärna.                                                                                              |
| Koka               | Göteborg        | 1 star                   | 2015  |                      | Björn Persson                                      | Hette fram till februari 2014 Kock och Vin.                                                                                             |
| SK Mat & Människor | Göteborg        | 1 star                   | 2015  |                      | Stefan Karlsson                                    | |
| Project            | Göteborg        | 1 star                   | 2021  |                      | Cameron och Anna Irving                            | |
| Hoze               | Göteborg        | 1 star                   | 2025  |                      | José Cerdás                                        | |
| Knystaforsen       | Rydöbruk        | 1 star                   | 2022  |                      | Eva och Nicolai Tram                               | Fick sin första stjärna år 2022. Fick även en grön stjärna 2022. Hade även en grön stjärna 2024.                                        |
| Ekstedt            | Stockholm       | 1 star                   | 2013  |                      | Niklas Ekstedt                                     | |
| Operakällaren      | Stockholm       | 1 star                   | 2014  | 1998–2009            | Stefano Catenacci                                  | Stjärnan 1998 tilldelades i särskild "Tourist Guide Stockholm 1998" i december 1997. Stjärnan förlorades 2010.. Återfick stjärnan 2014. |
| Sushi Sho          | Stockholm       | 1 star                   | 2016  |                      | Carl Ishizaki                                      | |
| Etoile             | Stockholm       | 1 star                   | 2020  |                      | Jonas Lagerström och Danny Falkeman                | Hade även en grön stjärna 2024. |
| Adam / Albin       | Stockholm       | 1 star                   | 2022  |                      | Adam Dahlberg och Albin Wessman                    | Fick sin första stjärna år 2022. |
| Nour               | Stockholm       | 1 star                   | 2022  |                      | Sayan Isaksson                                     | Fick sin första stjärna år 2022. |
| Celeste            | Stockholm       | 1 star                   | 2024  |                      | Jonas Lagerström, Rakel Wennemo och Danny Falkeman | Fick sin första stjärna år 2024. |
| Dashi              | Stockholm       | 1 star                   | 2024  |                      |                                                    | Fick sin första stjärna år 2024. |
| Seafood Gastro     | Stockholm       | 1 star                   | 2024  |                      |                                                    | Fick sin första stjärna år 2024. |
| Ergo               | Stockholm       | 1 star                   | 2025  |                      | Petter Johansson                                   | |
| Äng                | Sibbarps socken | 1 star                   | 2021  |                      | Filip Gemzell                                      | Fick även en grön stjärna 2021. Hade även en grön stjärna 2024.                                                                         |
| PM & Vänner        | Växjö           | 1 star                   | 2016  |                      | Per Bengtsson                                      | En av de första restaurangerna utanför de tre storstäderna med stjärna. Hade även en grön stjärna 2024                                  |

## Tidigare restauranger med stjärnor
| Restaurang                  | Ort                   | Högsta bedömning | År        | Övriga bedömningar   | Krögare                                               | Anmärkning |
| --------------------------- | --------------------- | ---------------- | --------- | -------------------- | ----------------------------------------------------- | --- |
| Daniel Berlin krog          | Skåne-Tranås          | 1 star · 1 star  | 2018-2020 | 2016                 | Daniel Berlin                                         | En av de första restaurangerna utanför de tre storstäderna med stjärna. Krogen stängde 30 september 2020.                                                                 |
| Edsbacka krog               | Sollentuna            | 2 stars          | 2000–2010 | 1992–2000            | Christer Lingström                                    | Lades ner 27 februari 2010 |
| Mathias Dahlgren Matsalen   | Stockholm             | 2 stars          | 2009–2016 | 2008–2009            | Mathias Dahlgren                                      | |
| Oaxen Krog                  | Stockholm             | 2 stars          | 2015–2022 | 2014                 | Magnus Ek och Agneta Green                            | Stängde 21 december 2022. |
| Gastrologik                 | Stockholm             | 2 star           | 2019–2022 | 2013                 | Anton Bjuhr och Jacob Holmström                       | Tilldelades sin andra stjärna år 2019. Stängde 17 december 2022. |
| Fäviken                     | Järpen                | 2 stars          | 2016–2019 |                      | Magnus Nilsson                                        | Den första restaurangen utanför de tre storstäderna med två stjärnor. Restaurangen stängdes den 14 december 2019.                                                         |
| Hotell Borgholm             | Borgholm              | 1 star           | 2021–2022 | 2016–2018            | Christofer Johansson                                  | En av de första restaurangerna utanför de tre storstäderna med stjärna. Förlorade stjärna 2018 efter ägarbyte. Återfanns inte på 2022 års lista efter återkomsten 2021.   |
| Bhoga                       | Göteborg              | 1 star           | 2014–2024 |                      | Niclas Yngvesson och Gustav Knutsson                  | Bhoga stängde under år 2024 då Radheska huset skulle grundförstärkas. |
| Upper House                 | Göteborg              | 1 star           | 2016–2019 |                      |                                                       | Upper House Fine Dining stängde hösten 2019. |
| Sjömagasinet                | Göteborg              | 1 star           | 2013–2018 | 1999–2010            | Ulf Wagner, Gustav Trägårdh                           | Drevs under perioden 1999-2010 av Leif Mannerström, förlorade automatiskt sin stjärna 2011 när Wagner tog över som ny ägare. Återfick en stjärna, vilken förlorades 2018. |
| Thörnströms Kök             | Göteborg              | 1 star           | 2011-2020 |                      | Håkan Thörnström                                      | |
| Kock och Vin                | Göteborg              | 1 star           | 2008–2013 |                      | Björn Persson                                         | Bytte 2014 koncept och namn till Koka och stjärnan förlorades då automatiskt                                                                                              |
| Basement                    | Göteborg              | 1 star           | 2005–2011 |                      | Ulf Wagner och Magnus Larsson                         | Lades ner 18 februari 2012 |
| Fond                        | Göteborg              | 1 star           | 2002–2013 |                      | Stefan Karlsson                                       | Stängdes 2013 |
| Westra Piren                | Göteborg              | 1 star           | 1992–1999 |                      | Mikael Öster                                          | Restaurangen gick i konkurs |
| The Place                   | Göteborg              | 1 star           | 1990–1995 |                      | Ulf Wagner och Peter Kohlén                           | Första restaurangen i Göteborg med stjärna |
| Sav                         | Malmö                 | 1 star           | 2018-2020 |                      | Sven Jensen & Alexander Fohlin                        | Försattes i konkurs i mars 2020 efter att spridning av Coronakrisen minskat omsättningen .                                                                                |
| Sture                       | Malmö                 | 1 star           | 2017–2018 |                      | Karim khouani                                         | |
| Ambiance à Vindåkra         | Malmö                 | 1 star           | 2015–2016 |                      | Karim Khouani                                         | En av de tre första restaurangerna i Malmö med stjärna |
| Bloom in the Park           | Malmö                 | 1 star           | 2015-2019 |                      | Titti Qvarnström                                      | En av de tre första restaurangerna i Malmö med stjärna |
| Agrikultur                  | Stockholm             | 1 star           | 2018–2022 |                      | Filip Fastén och Joel Åhlin                           | Stängde 22 december 2022. |
| Esperanto                   | Stockholm             | 1 star           | 2007–2018 |                      | Sayan Isaksson och Daniel Höglander                   | Höglander lämnade 2009. Esperanto stängde efter konkurs den 21 juni 2018.                                                                                                 |
| Volt                        | Stockholm             | 1 star           | 2015–2019 |                      | Peter Andersson, Fredrik Johnsson och Johan Bengtsson | |
| Imouto                      | Stockholm             | 1 star           | 2017–2018 |                      | Sayan Isaksson                                        | Stängde efter konkurs den 21 juni 2018. |
| Mathias Dahlgren Matbaren   | Stockholm             | 1 star           | 2009-2019 |                      | Mathias Dahlgren                                      | |
| Leijontornet                | Stockholm             | 1 star           | 2008–2009 | 1989–1992, 1996–1997 | 1989-1992 Walter Traub                                | Första restaurangen i Sverige som två gånger återfått en förlorad stjärna, förlorade den igen 2010                                                                        |
| Lux                         | Stockholm             | 1 star           | 2004–2013 |                      | Peter Johansson och Henrik Norström                   | Bytte koncept och namn (Lux Dag för Dag) 2013. |
| Mistral                     | Stockholm, Gamla stan | 1 star           | 2005–2007 |                      |                                                       | Restaurangen lades 2007 ner på sin dåvarande adress |
| Wedholms Fisk               | Stockholm             | 1 star           | 1986–2006 |                      | Bengt Wedholm                                         | Förlorade sin stjärna 2006 |
| Bon Lloc                    | Stockholm             | 1 star           | 1998–2005 |                      | Mathias Dahlgren                                      | Stjärnan tilldelades i särskild "Tourist Guide Stockholm 1998" i december 1997. Restaurangen lades ner 2005                                                               |
| Fredsgatan 12               | Stockholm             | 1 star           | 1997–2014 |                      | Melker Andersson                                      | Stjärnan tilldelades i särskild "Tourist Guide Stockholm 1998" i december 1997. Restaurangen stängde sommaren 2014.                                                       |
| Gässlingen                  | Stockholm             | 1 star           | 1999–2002 |                      | Jürgen Grossmann                                      | Förlorade sin stjärna 2002 |
| Paul & Norbert              | Stockholm             | 1 star           | 1990–2002 |                      | Paul Beck, Norbert Lang                               | Förlorade sin stjärna 2002 |
| Villa Källhagen             | Stockholm             | 1 star           | 1991–1991 |                      | Gunnar Forssell                                       | Förlorade stjärnan när Forssell lämnade och restaurangen ändrade profil.                                                                                                  |
| Restaurant Michel           | Stockholm             | 1 star           | 1989–1991 |                      | Mikael Settergren                                     | Lämnade tillbaka stjärnan efter ändrat koncept och namnbyte till "Mikael Mat&Dryck".                                                                                      |
| Eriks                       | Stockholm, Gamla stan | 1 star           | 1988-1997 |                      | Erik Lallerstedt                                      | |
| Grand Hôtels franska matsal | Stockholm             | 1 star           | 1988–1990 |                      |                                                       | |
| Konstnärsbaren              | Stockholm             | 1 star           | 1991–1997 |                      | Örjan Klein                                           | Förlorade stjärnan på grund av ägarbyte 1997. |
| Ulriksdals Värdshus         | Solna                 | 1 star           | 1985–1994 |                      | Lauri Nilsson och Karl-Heinz Krücken                  | |
| Eriks Fisk                  | Stockholm             | 1 star           | 1984–1990 |                      | Erik Lallerstedt, senare Ulf Kappen                   | En av de fyra första restaurangerna i Sverige med stjärna. Gick i konkurs 1991.                                                                                           |
| Gourmet                     | Stockholm             | 1 star           | 1984–1989 |                      |                                                       | En av de fyra första restaurangerna i Sverige med stjärna. |
| Coq Blanc                   | Stockholm             | 1 star           | 1984–1988 |                      | Uno Hedman och Ervin Hug                              | |
| L’Escargot                  | Stockholm             | 1 star           | 1984–1991 |                      | Hans Mörk, senare Anders Hemberg och Jürgen Grossmann | En av de fyra första restaurangerna i Sverige med stjärna. Förlorade stjärnan efter konkurs.                                                                              |

## Nuvarande restauranger med Bib Gourmand
Sedan år 1997 delas betyget Bib Gourmand ut till restauranger som erbjuder prisvärd god mat.
Bib Gourmand-betyg tilldelades 2024 elva restauranger i Sverige, varav en i Göteborg – Familjen – tre i Malmö – Mutantur, Namu och Ruths – sex i Stockholm: Allegrine, Babette, Bar Agrikultur, Lilla Ego, Mathias Dahlgren Matbaren, Triton och en i Ystad – JH Matbar.